# Liste der Wappen im Kreis Recklinghausen
Diese Liste beinhaltet alle in der Wikipedia gelisteten Wappen des Kreises Recklinghausen in Nordrhein-Westfalen, inklusive historischer Wappen. Alle Städte, Gemeinden und Kreise in Nordrhein-Westfalen führen ein Wappen. Sie sind über die Navigationsleiste am Ende der Seite erreichbar.

## Kreis Recklinghausen

Wappen des Kreises Recklinghausen
Der Kreis Recklinghausen in Nordrhein-Westfalen

## Wappen der Städte

Castrop-Rauxel
Datteln
Dorsten
Gladbeck
Haltern am See
Herten
Marl
Oer-Erkenschwick
Recklinghausen
Waltrop

## Wappen der Ortsteile

### Castrop-Rauxel

Henrichenburg

- Henrichenburg[12]

### Datteln

Ahsen
Horneburg

- Ahsen[13]
- Horneburg[14]

### Dorsten

Altendorf-Ulfkotte
Deuten
Feldmark
Hardt (Details)
Hervest
Holsterhausen
Lembeck
Östrich
Rhade
Wulfen

### Haltern am See

Flaesheim
Lippramsdorf

- Flaesheim[24]
- Lippramsdorf[25]

### Herten

Alt-Herten
Westerholt

### Frühere Ämter

Amt Datteln (Details)
Amt Hervest-Dorsten (Details)
Amt Marl (Details)
Amt Waltrop (Details)

## Blasonierungen und Anmerkungen
1. ↑  Kreis Recklinghausen: „Das Wappen besteht aus einem silbernen Nesselblatt auf grünem Schild sowie einem schwarzen, gleichschenkeligen Kreuz mit goldenem Schlüssel in der Mitte.“
 (§ 2 Abs. 2 der Hauptsatzung (Memento des Originals vom 5. März 2009 im Internet Archive)  Info: Der Archivlink wurde automatisch eingesetzt und noch nicht geprüft. Bitte prüfe Original- und Archivlink gemäß Anleitung und entferne dann diesen Hinweis. (PDF; 21 kB) des Kreises Recklinghausen, genehmigt am 30. Juni 1952)
2. ↑  Castrop-Rauxel: „Das Wappen der Stadt Castrop-Rauxel besteht aus einem blauen Schild mit einem goldenen Andreaskreuz in Form eines doppelten Fadenkreuzes, bei dem der rechte Balken über dem Linken liegt.“
 (§ 2 Abs. 1 der Hauptsatzung der Stadt Castrop-Rauxel (PDF; 76 kB), genehmigt durch den RP Arnsberg am 28. Januar 1911, fortgeführt durch die neue Stadt Castrop-Rauxel mit Genehmigung durch das Preußische Staatsministerium vom 24. November 1926, nach Beschluss des Stadtrates vom 15. Juli 1965 ohne Mauerkrone weitergeführt.)
3. ↑  Datteln: „Gespalten von Schwarz und Silber; vorn ein Ring, hinten ein durchgehendes Kreuz in verwechselten Farben.“
 (Website der Stadt Datteln (Memento des Originals vom 23. März 2012 im Internet Archive)  Info: Der Archivlink wurde automatisch eingesetzt und noch nicht geprüft. Bitte prüfe Original- und Archivlink gemäß Anleitung und entferne dann diesen Hinweis., genehmigt durch Erlass des Preußischen Staatsministeriums vom 20. Dezember 1928)
4. ↑  Dorsten: „Das Wappen zeigt in einem silbernen Schild ein durchgehendes schwarzes Kreuz, belegt mit einem aufrechten, mit dem Bart nach links gewendeten goldenen Schlüssel.“
 (§ 2 Abs. 2 der Hauptsatzung der Stadt Dorsten)
5. ↑  Gladbeck: „Schild gespalten; vorn in schwarz die goldenen Bergmannshämmer, hinten in gold drei 2:1 gestellte Wolfsangeln. Die Mauerkrone ist zinnoberrot.“
 (§ 2 Abs. 1 der Hauptsatzung der Stadt Gladbeck (Seite nicht mehr abrufbar, festgestellt im April 2019. Suche in Webarchiven)  Info: Der Link wurde automatisch als defekt markiert. Bitte prüfe den Link gemäß Anleitung und entferne dann diesen Hinweis., genehmigt durch Erlass des Preußischen Staatsministeriums vom 17. September 1929)
6. ↑  Haltern am See: „Auf blauem Schild ein verschlungenes silbernes Halfter mit goldener Schnalle.“
 (§ 2 Abs. 1 der Hauptsatzung der Stadt Haltern am See (Seite nicht mehr abrufbar, festgestellt im April 2019. Suche in Webarchiven)  Info: Der Link wurde automatisch als defekt markiert. Bitte prüfe den Link gemäß Anleitung und entferne dann diesen Hinweis. (PDF; 533 kB) vom 16. Dezember 2002, Weitergeführung genehmigt durch Urkunde des Regierungspräsidenten Münster vom 5. November 1975)
7. ↑  Herten: „Das Wappen ist geteilt und unten gespalten. Es zeigt oben in Grün ein liegendes, nach rechts offenes achtendiges weißes Geweih, unten rechts in Weiß eine fünfblättrige rote Rose. Es ist unten links sechsfach schwarz-weiß geschacht.“
 (§ 2 Abs. 1 der Hauptsatzung der Stadt Herten (Seite nicht mehr abrufbar, festgestellt im April 2019. Suche in Webarchiven)  Info: Der Link wurde automatisch als defekt markiert. Bitte prüfe den Link gemäß Anleitung und entferne dann diesen Hinweis. vom 20. Februar 2008, genehmigt durch den Regierungspräsidenten Münster 1976)
8. ↑  Marl: „Das Marler Stadtwappen zeigt einen geteilten Schild: Das obere Feld ist belegt mit einem schwarzen Kreuz, das untere Feld in silber und schwarz geteilt; im rechten unteren Feld (vom Träger des Schildes aus gesehen) befindet sich eine schwarze Krampe, das linke Feld zeigt - in der Form eines Andreaskreuzes - einen silbernen Hammer und einen silbernen Schlägel.“
 (§ 1 Abs. 1 der Hauptsatzung der Stadt Marl (PDF; 55 kB), genehmigt durch Erlass des Oberpräsidenten der Provinz Westfalen 1936)
9. ↑  Oer-Erkenschwick: „Durch einen in blau und silber im Spitzenschnitt geteilten Schrägrechtsbalken geteilt, das obere Feld in gold ist mit schwarzem Schlägel und Eisen, das untere Feld in schwarz mit einem goldenen Eichenblatt belegt.“
 (§ 2 Abs. 1 der Hauptsatzung der Stadt Oer-Erkenschwick (PDF; 124 kB), genehmigt durch Erlass des Oberpräsidenten der Provinz Westfalen vom 7. September 1937)
10. ↑  Recklinghausen: „Halbrundschild auf grünem Grund, darin in Gold: Ansteigende Ringmauer, vorn in der Mitte mit offenem rundbogigem und bedachtem Portal, darin ein stehender Schlüssel nach (heraldisch) rechts gewendet. Über der Ringmauer: Stadtabbreviatur mit befenstertem spitzbedachtem, in einem Kreuz endenden Mittelturm, flankiert von zwei befensterten, haubenbedachten Türmen. Auf dem Schild: okkerfarbene Krone aus zweistufiger Zinnenmauer und drei befensterten, gleich hohen Türmen, in der Mitte mit geschlossenem rundbogigem Tor in Gold.“
 (Internetseite der Stadt Recklinghausen (Memento des Originals vom 14. Juni 2008 im Internet Archive)  Info: Der Archivlink wurde automatisch eingesetzt und noch nicht geprüft. Bitte prüfe Original- und Archivlink gemäß Anleitung und entferne dann diesen Hinweis., genehmigt durch den Preußischen König am 3. Juni 1908)
11. ↑  Waltrop: „In goldenem Schilde ein schwarzer rot bewehrter Adler, belegt mit einem Herzschild, der in schwarzem Felde eine goldene verkürzte Spitze zeigt.“
 (§ 2 Abs. 1 der Hauptsatzung der Stadt Waltrop (Seite nicht mehr abrufbar, festgestellt im April 2019. Suche in Webarchiven)  Info: Der Link wurde automatisch als defekt markiert. Bitte prüfe den Link gemäß Anleitung und entferne dann diesen Hinweis., genehmigt durch Erlass des Oberpräsidenten der Provinz Westfalen vom 12. September 1938)
12. ↑  Henrichenburg: „Auf silbernem (weißem) Grund ein schrägrechter schwarzer Balken, darauf drei goldene (gelbe) Rauten. In den silbernen Feldern je ein Boot.“
 (Geschichte der Burg Henrichenburg (Seite nicht mehr abrufbar, festgestellt im April 2019. Suche in Webarchiven)  Info: Der Link wurde automatisch als defekt markiert. Bitte prüfe den Link gemäß Anleitung und entferne dann diesen Hinweis. Das Wappen der Gemeinde Henrichenburg entwickelte sich aus dem Familienwappen derer von Düngelen (Herren der Burg). Die beiden Schiffe stellen das Ober- und Unterwasser am Dortmund-Ems-Kanal dar.)
13. ↑  Ahsen: „Das Wappen, ein in Blau und Silber geteilter Schild, zeigt im oberen Feld zwei silberne Wellenbalken, im unteren Feld drei schwarze große Pfähle.“
 (Stadtmagazin der Stadt Datteln Seit 1939 führt Ahsen das Wappen, in welchem Lippe und Kanal über drei Pfählen derer von Ahusen mit Sitz auf dem Hof Schulte-Ahsen dargestellt sind.)
14. ↑  Horneburg: „Das Wappen der ehemaligen Gemeinde Horneburg zeigt auf einem roten Schild mit einem silbernen (weißen) fünfzinnigen Burgturm mit roter Schießscharte, belegt im Schildfuß mit einem roten Wappenschild, darin ein mit dem Mundstück nach links weisendes silbernes (weißes) Horn. Die Mauerstriche sind schwarz.“
 (Horneburg auf www.ngw.nl)
15. ↑  Altendorf-Ulfkotte: „Auf schwarzem Grund geteilt durch einen schräglinken blauen Wellenbalken im oberen Feld ein dreiblättriger grüner Ilexzweig und unten eine silberne (weiße) Pflugschar.“
 (Stadtteile der Stadt Dorsten (Memento des Originals vom 24. Dezember 2011 im Internet Archive)  Info: Der Archivlink wurde automatisch eingesetzt und noch nicht geprüft. Bitte prüfe Original- und Archivlink gemäß Anleitung und entferne dann diesen Hinweis. Das Wappen - eine silberne Pflugschar (für die Landwirtschaft) mit Hülsekrabbe (Ilex) (typisch für die Landschaft) wurde 1987 entworfen, der diagonale Wellenbalken symbolisiert den Erdbach, der die ursprünglichen Siedlungen Altendorpe und Huselar trennte.)
16. ↑  Deuten: „Auf grünem Grund geteilt durch einen schräglinken blauen Wellenbalken im oberen Feld ein goldener (gelber) Mühlstein und unten drei goldene (gelbe) Getreidengarben.“
 (Stadtteile der Stadt Dorsten (Memento des Originals vom 24. Dezember 2011 im Internet Archive)  Info: Der Archivlink wurde automatisch eingesetzt und noch nicht geprüft. Bitte prüfe Original- und Archivlink gemäß Anleitung und entferne dann diesen Hinweis. Der blaue Wellenbalken deutet die Lage des Ortes am Rhader Mühlenbach an. Das Grün und die Getreidegarben stehen für die Landwirtschaft und der Mühlstein für Tüshaus Mühle, die heute als technisches Kulturdenkmal gepflegt wird.)
17. ↑  Feldmark: „Gespalten von Grün und Silber (Weiß), vorn ein Bündel von drei goldenen (gelben) Ähren, hinten ein schwarzes halbes achtspeichiges Mühlrad in Einheit mit einem schwarzen halben Zahnrad.“
18. ↑  Hervest: „Drei senkrecht stehende goldene (gelbe) Hechte auf blauem Schild; der mittlere etwas versetzt zum Schildfuß.“
 (Stadtteile der Stadt Dorsten (Memento des Originals vom 24. Dezember 2011 im Internet Archive)  Info: Der Archivlink wurde automatisch eingesetzt und noch nicht geprüft. Bitte prüfe Original- und Archivlink gemäß Anleitung und entferne dann diesen Hinweis. Das Wappen stammt ursprünglich von der bereits um 1400 ausgestorbenen Familie derer von Hervorst.)
19. ↑  Holsterhausen: „Auf rotem Grund geteilt durch zwei goldene (gelbe) Wellenbalken, im Schildhaupt zwei und im Schildfuß ein goldener (gelber) Ring.“
 (Stadtteile der Stadt Dorsten (Memento des Originals vom 24. Dezember 2011 im Internet Archive)  Info: Der Archivlink wurde automatisch eingesetzt und noch nicht geprüft. Bitte prüfe Original- und Archivlink gemäß Anleitung und entferne dann diesen Hinweis. Das Wappen wird in dieser Form seit 1935 geführt und stammt von den Herren von Hagenbeck (ohne Wellenbalken). Die Wellenbalken (symbolisieren Lippe und Wesel-Datteln-Kanal) wurden 1935 hinzugefügt.)
20. ↑  Lembeck: „Ein silbernes (weißes) Nesselblatt auf rotem Schild.“
 (Stadtteile der Stadt Dorsten (Memento des Originals vom 24. Dezember 2011 im Internet Archive)  Info: Der Archivlink wurde automatisch eingesetzt und noch nicht geprüft. Bitte prüfe Original- und Archivlink gemäß Anleitung und entferne dann diesen Hinweis. Das Wappen der Gemeinde wurde von den Herren von Lembeck übernommen; es ist durch ein Siegel aus dem Jahre 1254 überliefert.)
21. ↑  Östrich: „In Silber (Weiß) ein durchgehendes schwarzes Kreuz belegt mit einem goldenen (gelben) Herzschild; darin drei schwarze Wolfsangeln in Verhältnis 2:1.“
22. ↑  Rhade: „Auf blau und gold (gelb) geteiltem Schild ein schwarzer Baumstumpf.“
 (Stadtteile der Stadt Dorsten (Memento des Originals vom 24. Dezember 2011 im Internet Archive)  Info: Der Archivlink wurde automatisch eingesetzt und noch nicht geprüft. Bitte prüfe Original- und Archivlink gemäß Anleitung und entferne dann diesen Hinweis. Das Wappen erinnert an die Rodung vor Gründung des Ortes - es handelt sich hier um ein sogenanntes „redendes Wappen“.)
23. ↑  Wulfen: „Ein silberner (weßer) Wolfskopf auf blauem Schild.“
 (Stadtteile der Stadt Dorsten (Memento des Originals vom 24. Dezember 2011 im Internet Archive)  Info: Der Archivlink wurde automatisch eingesetzt und noch nicht geprüft. Bitte prüfe Original- und Archivlink gemäß Anleitung und entferne dann diesen Hinweis. Das Wappen von Wulfen geht auf die Zeichen der Ritter von Wulfheim zurück.)
24. ↑  Flaesheim: „Das Wappen, ein in Blau und Silber geteilter Schild, zeigt im oberen Feld zwei silberne Wellenbalken, im unteren Feld drei rote Sparren.“
 (Flaesheimer Heimatverein Die Wellenbalken deuten die, die Gemeinde Flaesheim durchschneidende oder berührende, Wasserläufe – Wesel-Datteln-Kanal und Lippe an. Im Jahre 1939 erhielt Flaesheim durch den Erlass des Oberpräsidenten der Provinz Westfalen vom 14. Juni das Recht, ein eigenes Wappen zu führen.)
25. ↑  Lippramsdorf: „Von Gold (Gelb) und Blau im Wellenschnitt schrägrechts geteilt, darüber unterhalb der Mitte ein blaugelber Balken in wechselseitigen Farben ebenfalls im Wellenschnitt geteilt“
 (Heimatverein Lippramsdorf Die Wellenlinie deutet die Lage des Ortes an der Lippe an. Das Blau steht für die Zugehörigkeit zur Stadt Haltern am See und das Gold (Gelb) für die sandigen Böden der Gegend.)
26. ↑  Alt-Herten: „Auf geteiltem Schild oben in Grün ein liegendes, nach rechts offenes achtendiges silbernes (weißes) Geweih, unten in Silber (Weiß) drei fünfblättrige rote Rosen im Verhältnis 2:1.“
 (Hertener Stadtgeschichte (Seite nicht mehr abrufbar, festgestellt im April 2019. Suche in Webarchiven)  Info: Der Link wurde automatisch als defekt markiert. Bitte prüfe den Link gemäß Anleitung und entferne dann diesen Hinweis. Im Zusammenhang mit der Verleihung der Stadtrechte wurde am 8. Juni 1936 auch das Recht zur Führung eines eigenen Stadtwappens durch den Oberpräsidenten der Provinz Westfalen verliehen. Das Wappen basiert auf dem Wappen der Herren von Herten, die seit dem 13. Jahrhundert dort ansässig waren.)
27. ↑  Westerholt: „Der Schild ist geviertelt, er enthält im rechten oberen und im linken unteren Feld, das Wappen der Herren von Westerholt: "Gespalten in Schwarz und Silber (Weiß) und dreimal geteilt." Die übrigen silbernen (weißen) Felder sind mit Schlegel und Eisen belegt.“
 (Heimatverein Westerholt (Memento des Originals vom 23. Januar 2013 im Internet Archive)  Info: Der Archivlink wurde automatisch eingesetzt und noch nicht geprüft. Bitte prüfe Original- und Archivlink gemäß Anleitung und entferne dann diesen Hinweis. Im Jahre 1937 erhielt Westerholt durch den Erlass des Oberpräsidenten der Provinz Westfalen vom 8. Mai das Recht, ein eigenes Wappen zu führen. Das Wappen basiert auf dem Wappen der Herren von Westerholt, die seit dem 13. Jahrhundert dort ansässig waren.)